# 吉岡ひより
吉岡 ひより（よしおか ひより、1999年8月8日 - ）は、日本のインフルエンサー。元AV女優。新宿ファストクリニック広報および営業担当。女優およびタレントとしてはループエンターテイメント所属。

## 略歴
桃乃木かなに憧れ、2019年10月19日、エスワン専属女優としてAVデビュー。容姿などから『清純派妹系（AV女優）』と称される。デビュー作はFANZA通販フロアランキングで9月18日週ウィークリー11位。フォロワー1万人を達成した2020年1月には、レフカダ新宿にてフリーハグのイベントを事務所主催で企画し話題となる。
かねてよりバンド「マカロニえんぴつ」好きを公言していたが、2020年3月、ボーカルのはっとりがパーソナリティを務めるJ-WAVE『THE KINGS PLACE』にて発言ツイートが取り上げられた。
2020年6月、グラフィスが選ぶヌード美女10人の一人に選出され、週刊ポストに撮りおろしグラビアが掲載された。また同年夏に竹書房から写真集を発売予定であることが『週刊実話』2020年6月11日号で報じられた。
2021年1月、エスワン卒業を発表。同年3月、FALENO移籍を発表。
2022年1月1日、自身のTwitterにてデビュー3周年となる同年10月19日に引退する事を発表。以降、企画単体として活動を開始。引退後の予定は「婚活サイト登録」と回答している。
引退作撮影後は、事務所に籍を置きつつ、正しい性知識を広めるインフルエンサーとして活動。
2024年時点では新宿ファストクリニックに勤務しており、広報および営業を担当している。同年12月20日、東京・阿佐ヶ谷ロフトAで行われた「LOOP presents 10周年メモリアルトークLIVE」に出演。

## 人物
趣味はビデオゲーム（特にFPS系）。幼少時からゲーム好きであり、『塊魂』の振動コントローラーを股間に充てて興奮したことがある。特技は料理で料理学校卒のため和食から洋食まで作れるが自炊はさぼりがち。
スレンダーであるものの、Dカップ。胸がほどほど豊かなのは、中学生時代太っており、高校で7キロやせた名残だという。初体験は高校一年生。相手はNON STYLE井上似の彼氏で卒業まで交際した。
デビュー当初はAVに難しさを感じ、消えたいとも思っていたが、「これ（AV）をやらなかったら私ってただの一般人で終わってて、メディアの世界は関係なかったわけじゃないですか」と、評価される楽しさや見られる楽しさを感じるうちに「もっと自分の好きな音楽やゲームとかお笑いとか、そういうメディアに出られたら楽しそうだなと思ってます」とアダルトの枠を超えたメディア進出を考えている。デビュー作では恥ずかしさのあまり涙を見せたが、セックスシーンでは壊れた水道管のごとき大量の潮をまき散らし、以降絶叫しながらの痙攣イキや一心不乱のグラインド騎乗位、アナル舐めとお掃除フェラを得意技とした。付けられた異名は「SEXの天才」。
デビュー作ではパイパンだが、2作目以降陰毛を伸ばしている。

## 出演作品

### アダルトDVD

#### S1 NO.1 STYLE専属期間
| 発売日   | タイトル | 規格品番 | 規格品番  | 備考         |
| 発売日   | タイトル | DVD      | BD        | 備考         |
| 2019年   | 2019年 | 2019年   | 2019年    | 2019年       |
| -------- | --- | -------- | --------- | ------------ |
| 10月19日 | 新人NO.1STYLE 吉岡ひより AVデビュー | SSNI-604 | 9SSNI-604 | [ 4 ] [ 21 ] |
| 11月19日 | 敏感スリムボディ 吉岡ひより 絶叫! 絶頂! めちゃイキ! 初体験3本番スペシャル | SSNI-629 |           |              |
| 12月19日 | 激イキ181回! 痙攣6012回! イキ潮8706cc! 超敏感スリムボディ エロス覚醒 はじめての大・痙・攣スペシャル                                                                                                 | SSNI-656 |           | [ 22 ]       |
| 2020年   | |          |           |              |
| 1月19日  | 交わる体液、濃密セックス 完全ノーカットスペシャル | SSNI-686 |           |              |
| 2月19日  | 可愛い顔してスッゴい腰振り 全力イクイク騎乗位 | SSNI-713 |           |              |
| 3月19日  | パパ活美少女は大好物の中年おやじと今日もねっとり濃厚な膣で感じるセックスをする | SSNI-740 |           |              |
| 4月19日  | 制服美少女鬼畜輪姦レ●プ 校内のアイドルは男子全員に犯される | SSNI-766 |           |              |
| 5月19日  | 家族が旅行で不在の間、娘の友達とハメまくりました。 | SSNI-789 |           |              |
| 6月19日  | フェラチオさせるのはセクハラじゃない淫口世界 | SSNI-810 |           |              |
| 8月19日  | 帰宅難民になった教え子と濡れたカラダを暖め合い汗だくで何度もハメあった嵐の夜 | SSNI-834 |           |              |
| 9月7日   | 吉岡ひより S1デビュー1周年記念 初ベスト 8時間スペシャル | OFJE-273 | 9OFJE-273 | 女優ベスト   |
| 9月19日  | 相部屋NTR 絶倫上司に美人OLが膣堕ちして一晩中 不倫セックスで乱れ狂った出張先の夜 | SSNI-873 |           | [ 23 ]       |
| 10月19日 | 【※異常なる大絶頂】エロス最大覚醒!性欲が尽き果てるまで怒涛のノンストップ本気性交 | SSNI-896 |           |              |
| 11月19日 | 大嫌いな担任教師に卒業までの一年間、変態セックスを仕込まれたセーラー少女 | SSNI-923 |           |              |
| 12月19日 | S1ファン感謝祭 Wスレンダー美女を絶倫素人宅に派遣します 極上おもてなし痴女テクで即ヌキ12連発スペシャル                                                                                               | SSNI-946 |           |              |
| 2021年   | |          |           |              |
| 1月19日  | オナニー禁止1カ月で豹変 極限状態でムラムラ大暴走! イキ潮ダダ洩れ本能むき出しFUCK | SSNI-971 |           |              |
| 2月19日  | 吉岡ひよりエスワン卒業 最初で最後の温泉旅行（台本一切なし! オールハメ撮り! 最後はすっぴんまで!?） ガチでヤリまくったスケベ本性剥き出しSEX!! 生々しすぎる超レアなエロス200％のプライベートを完全公開 | SSNI-995 |           |              |

#### FALENO star専属期間
| H-NEXT配信日  | DVD発売日      | タイトル                                                                                      | DVD品番   | 備考 |
| ------------- | -------------- | --------------------------------------------------------------------------------------------- | --------- | ---- |
| 2021年4月10日 | 2021年5月7日   | 今まで出来なかった事をやりたくて来ました。 吉岡ひより完全移籍 汗だく汁だくベロチュウ性交3本番 | FSDSS-222 |      |
| 2021年5月1日  | 2021年6月10日  | イキたくてもイキたくても何度も焦らす小悪魔おじさんキラーの気まぐれ射精管理                    | FSDSS-233 |      |
| 2021年6月1日  | 2021年7月8日   | 「自慢の彼女が心配だ…」僕の周りの社員を見境なく誘惑する積極的ヤリマンな彼女に鬱勃起。         | FSDSS-255 |      |
| 2021年7月1日  | 2021年8月12日  | 先生も生徒もフッた女子●生が腹いせレ×プされる男9割工業学校輪姦                                 | FSDSS-270 |      |
| 2021年8月1日  | 2021年9月9日   | 射精後もたっぷり搾り取られるM男専門メンズエステ                                               | FSDSS-285 |      |
| 2021年9月1日  | 2021年10月7日  | デリヘル呼んだら昔ボクをイジめていたひよりがきたから死ぬほどイカせてみた                      | FSDSS-300 |      |
| 2021年10月1日 | 2021年11月11日 | 俺の事を好きすぎる都合いいタダマンビッチ ヨメじゃ出来ないクソエロSEX                          | FSDSS-316 |      |
| 2021年11月6日 | 2021年12月9日  | 「犯されてるのに何で感じるの…」 義父に昏睡レ×プ調教され続けていた事に気づいた娘               | FSDSS-331 |      |
| 2021年12月4日 | 2022年1月13日  | 窒息イラマからの容赦ない顔面射精! 強制ジョボジョボ潮吹き拘束SEX                               | FSDSS-347 |      |

#### 企画単体期間
| 発売日   | タイトル | 規格品番  | 規格品番 | メーカー                 | 備考           |
| 発売日   | タイトル | DVD       | BD       | メーカー                 | 備考           |
| 2022年   | 2022年 | 2022年    | 2022年   | 2022年                   | 2022年         |
| -------- | --- | --------- | -------- | ------------------------ | -------------- |
| 1月25日  | 解禁 生まれて初めてのナマ中出し | HMN-105   |          | 本中                     |                |
| 2月22日  | ねっちょり絡み合う濃厚な接吻と中出し | HMN-124   |          | 本中                     |                |
| 3月15日  | 穴ワイフ 吉岡ひより | GVH-375   |          | グローリークエスト       | [ 27 ]         |
| 4月19日  | 未だに現役で母さんを抱きまくる僕の絶倫オヤジに嫁が欲情して危険日狙って中出し逆夜這い 吉岡ひより                                                                                             | MEYD-753  |          | 溜池ゴロー               |                |
| 5月3日   | ご褒美はお口でネおちんちんを舐めてしゃぶってイカせてくれるおしゃぶり大好きフェラビッチ! | OVG-197   |          | グローリークエスト       | オムニバス作品 |
| 5月10日  | 吉岡ひよりレズ解禁!! レズビアンに囚われた女潜入捜査官 吉岡ひより 波多野結衣 美咲結衣 | BBAN-371  |          | ビビアン                 |                |
| 5月17日  | 彼女のお姉さんは巨乳と中出しOKで僕を誘惑 吉岡ひより | PPPE-037  |          | OPPAI                    |                |
| 5月17日  | 10年ぶりに再会したイジワルな幼馴染はキャビンアテンダント 僕の童貞チ○ポを弄び調教する淫乱黒パンスト痴女 吉岡ひより                                                                           | DVDMS-818 |          | DEEP’S                   |                |
| 6月7日   | 年上の使えないおじさんバイトに犯された女子大生 吉岡ひより | SAME-004  |          | アタッカーズ             |                |
| 6月21日  | 陰キャでいじめられてる僕に初めてかわいい彼女ができたが、僕のせいで今度は彼女が標的にされてしまった 吉岡ひより                                                                               | MKON-080  |          | かぐや姫Pt/妄想族        |                |
| 7月8日   | 大好きだった教師との再会で燃え上がる人妻の疼きと恋心… 中出し不倫性交 吉岡ひより | HZGD-223  |          | 人妻花園劇場             |                |
| 7月12日  | ゲリラ豪雨で同級生の乳首がビックリするほどスッケスケ!! 誘われるがまま勢いでおっぱいを触ったら同級生に襲われる神展開!! そのまま生ハメ中出し!!                                                | SCOP-777  |          | SCOOP                    |                |
| 7月26日  | 浮気がバレた絶倫ヤリチン夫を説教しにきた嫁の親友 吉岡ひより | VEC-540   |          | VENUS                    |                |
| 8月2日   | この子ヤバイ!! 顔面最強ガールの密着セックス 吉岡ひより | SQTE-425  |          | S-Cute                   |                |
| 8月16日  | 私、実は夫の上司に犯され続けてます… 吉岡ひより | MEYD-782  |          | 溜池ゴロー               |                |
| 9月6日   | 貞操帯の女 32 吉岡ひより | RBK-058   |          | アタッカーズ             |                |
| 9月6日   | 友達の妹が清純そうに見えてクソ生意気なメスガキだった! 敬語で「ざこち●ぽですねぇ」と罵られて大人のプライドを打ち砕かれて逆レ搾精されまくった 吉岡ひより                                      | MASM-007  |          | かぐや姫Pt/妄想族        |                |
| 9月13日  | 素人娘の全裸図鑑 26 今時の女の子12名が恥らいながら脱衣していく様子をじっくり撮影した、変態紳士のためのヘアヌードコレクション                                                                | KAGP-249  |          | かぐや姫Pt/妄想族        | オムニバス作品 |
| 9月30日  | M男クンのアパートの鍵、貸します。 吉岡ひより | ECB-155   |          | ワープエンタテインメント |                |
| 11月15日 | 産婦人科痴漢!! 17 何も知らない若妻に治療と称して中出しまでっ!! | UMD-848   |          | LEO                      | オムニバス作品 |
| 12月6日  | 素人娘の全裸図鑑 27 今時の女の子13名が恥らいながら脱衣していく様子をじっくり撮影した、変態紳士のためのヘアヌードコレクション                                                                | KAGP-262  |          | かぐや姫Pt/妄想族        | オムニバス作品 |
| 12月13日 | ノーハンドフェラは奴隷の証! 6 手を使わずにフェラチオする12人の素人娘 | KAGP-263  |          | かぐや姫Pt/妄想族        | オムニバス作品 |
| 12月22日 | 叔父の家に転がり込んだ訳あり娘の夜這いされる濡れた肉穴 吉岡ひより | HBAD-644  |          | ヒビノ                   |                |
| 12月27日 | ボクに面倒な用事を押し付ける女子のご褒美パンチラ! 周りに人がいてもこっそりパンチラするので向こうも楽しんでる? でもパンチラだけでは物足りず我慢できない! でもそれは女子も同じだったみたいで… | HUNTB-439 |          | Hunter                   |                |
| 2023年   | |           |          |                          |                |
| 1月3日   | おま●この形状まるわかり! 薄いパンツの上からマン汁ぬるぬる透けオナニー 9 | KAGP-268  |          | かぐや姫Pt/妄想族        | オムニバス作品 |
| 1月12日  | 終電前に見かける予備校帰りの女子○生を毎日… 毎日… イカせ続けて言いなりM化淫姦 吉岡ひより | DRPT-036  |          | 電脳ラスプーチン         |                |
| 1月19日  | ラッキーな胸チラを発見し、気づかれないように見てたけど、やっぱりバレてた?! 23 ～ヨガインストラクター編～                                                                                    | UMD-855   |          | LEO                      | オムニバス作品 |
| 1月24日  | 帰宅したらパンツ1枚、風呂上がりはバスタオル1枚、寝る時は全裸の義姉に我慢の限界! 寝ている義姉の体をイタズラ三昧!からの抜かずの3連続中出し! 2                                                 | HUNTB-460 |          | Hunter                   |                |
| 2月14日  | 『ヤメて下さい! 授業中ですよ!』 去年まで女子校だった学校に転校したら問題児女子だけの特別クラス入り! 休み時間、放課後は当然エッチばかり! それどころか小悪魔女子たちは授業中も…               | HUNTB-467 |          | Hunter                   |                |
| 4月4日   | どこでもおしっこ! 素人娘の大放尿30人 スロー再生でじっくり鑑賞できるマニア向け映像 7 | KAGP-275  |          | かぐや姫Pt/妄想族        | オムニバス作品 |

- 痴女、お貸しします 吉岡ひより（11月3日、CHoBitcH）

### アダルトVR

#### S1 NO.1 STYLE 専属期間
| 発売日   | タイトル | 品番     | 備考   |        |
| 2020年   | 2020年 | 2020年   | 2020年 | 2020年 |
| -------- | --- | -------- | ------ | ------ |
| 5月1日   | 吉岡ひより初VR!! ベロチュー大好きなひよりと常に密着イチャイチャするキス魔な彼女と同棲生活                                  | SIVR-078 |        |        |
| 10月23日 | 絶妙な駆け引きでオプションをおねだりしてくるあざと可愛いNo.1オナクラ嬢 通い詰めてこっそり本番までしちゃった7日間の射精日誌 | SIVR-096 |        |        |
| 12月15日 | 吉岡ひよりに常に見下し視線で連続7射精されちゃう怒涛の淫語・ベロキス・顔面舐め回し絶倫痴女VR                                | SIVR-104 |        |        |

#### 企画単体期間
| 発売日   | タイトル | 品番        | メーカー                 | 備考           |        |
| 2022年   | 2022年 | 2022年      | 2022年                   | 2022年         | 2022年 |
| -------- | --- | ----------- | ------------------------ | -------------- | ------ |
| 3月1日   | 3年C組ひより（Eカップ）放課後バイト ～アプリで出会ったSEXの快楽を知ったばかりの唇スケベなヤリ盛りJ●! スタイル抜群腰振りイキたがり女子は僕のチ●ポで無限絶頂!～ 吉岡ひより                                                    | TMAVR-00153 | TMA                      |                |        |
| 3月16日  | 早漏で絶倫なボク VS 指名&リピ率No.1の超絶可愛いデリヘル嬢 ドMで敏感なボクが凄テク人気嬢にイカされまくり! 何度イっても勃起したままのチ○ポに興奮し内緒で本番までしてくれる射精しまくり20発スペシャル! 吉岡ひより              | DSVR-1096   | SODクリエイト            |                |        |
| 3月16日  | 彼女の妹は新米看護師 激甘キスで誘惑されちゃった患者の僕はダメだと分かっていても濃密看護の小悪魔ナースに全力で精子を搾り取られてしまった 吉岡ひより                                                                          | DSVR-1097   | SODクリエイト            |                |        |
| 4月9日   | 顔面特化アングルVR ～ボクを褒めまくる全肯定カノジョとホテルでイチャラブSEX～ 吉岡ひより | VRKM-00575  | KMPVR                    |                |        |
| 4月16日  | 「お店には内緒だよ」【お触り禁止! 本番禁止!】健全J○リフレに行ったらルーズソックスを履いたS級人気AV女優『吉岡ひより』だった! 媚薬を使って発情させて痙攣絶頂連発の早漏マ○コに【中出し3連発】【口内射精】出来た夢のキメパコSEX | KIWVR-00357 | こあらVR                 |                |        |
| 4月18日  | 今では話しすらしない近所の幼馴染と過ごした 三日間限定の同棲生活 吉岡ひより | VRKM-605    | KMPVR                    |                |        |
| 4月20日  | 顔特化 | VRKM-576    | KMPVR                    | オムニバス作品 |        |
| 6月16日  | 天井特化アングルVR ～結局、何でもないような日常のセックスが一番幸せだ～ 吉岡ひより | VRKM-00648  | KMPVR                    |                |        |
| 6月25日  | 天井特化 & 地面特化アングルVR ～前後左右に囲まれ、指舐め、足舐め、顔舐め、乳首舐め、尻穴舐め、背中舐め、全身をベロベロ舐め回してくれるドM舐めメイド 佐藤ののか 吉岡ひより                                                   | VRKM-00646  | KMPVR                    |                |        |
| 6月28日  | ルーインドオーガズム 静寂な地下空間。射精する瞬間にチ●ポを手放され無限に勃起が止まらなくなってしまったボク。吉岡ひより | SAVR-00183  | KMPVR-彩-                |                |        |
| 6月30日  | 一人暮らしを始めた僕の部屋へ通う姉との近親相姦性交 まい・ひより・みづき | TMAVR-164   | TMA                      |                |        |
| 8月14日  | モザイクなしのフェラでヌイてね | VRKM-720    | KMPVR                    | オムニバス作品 |        |
| 8月26日  | 腋の下を見せてあげるからオナニーしてね | VRKM-723    | KMPVR                    | オムニバス作品 |        |
| 10月9日  | べろはモザイクがかからない性器 | VRKM-760    | KMPVR                    | オムニバス作品 |        |
| 10月14日 | M男クンのアパートの鍵、貸します。Ver.VR 吉岡ひより | WPVR-237    | ワープエンタテインメント |                |        |

### アダルト配信
| 発売日  | タイトル | 品番      | メーカー               | 備考   |        |
| 2022年  | 2022年 | 2022年    | 2022年                 | 2022年 | 2022年 |
| ------- | --- | --------- | ---------------------- | ------ | ------ |
| 5月15日 | 【超絶健康体セックス】桃尻&美乳の現役エステティシャンを彼女としてレンタル! 口説き落として本来禁止のエロ行為までヤリまくった一部始終を完全REC!! 清純そうに見えて、杭打ち騎乗位の勢いがマジでハンパない絶倫お姉さんです!!! 中出し懇願しながらイキまくるガチ恋セックスで大興奮ヌキまくり必至!!! ナースコスプレが似合いすぎな二回戦も必見のエロさです!!!! ひよりちゃん 24歳 エステティシャン    | MIUM-832  | プレステージプレミアム |        |        |
| 5月22日 | 【美顔・美乳・美尻の圧倒的カンバン娘】渋谷でみつけた某有名●●カフェ店員! 可愛くてノリも最高な超小悪魔系♪ スタッフも食べちゃう性欲旺盛っぷり!! チ○ポの鼓動が止まらない… ぷりっぷり美ケツでの尻コキを堪能せよ!! 【女子大生のツボ、ぶっこみます!! #12】 ひより 22歳 経済学部 カフェでバイト | MAAN-781  | プレステージプレミアム |        |        |
| 6月18日 | 【真っ白なslimボディ & 白桃尻! 下町育ちフレッシュ新卒OL!】【大大大満足! 中出し×ごっくん4射精SEX!】【舐め好き着物美人の舌テク炸裂】【竿・玉・アナル! 濃密ベロベロ】【激ピス&電クリWエクスタシー! 鬼イカセ大・絶・頂】【突如、お風呂に乱入】【即尺! 手コキ! ザーメン暴発! 射精後もたっぷり搾り取る性獣OL】～ヤリモクインフルエンサー #03～ ヒナちゃん 22歳 お土産店 営業 (OLインフルエンサー) | MAAN-790  | プレステージプレミアム |        |        |
| 7月7日  | ひより (18) 顔面偏差値Sランクの不思議ちゃんJ♪ 【1限目】恥ずかしがってぬいぐるみを離さない彼女に電マ責め&潮吹き→フェラでトロ目にさせて生挿入からの大量中出し! 【2限目】1回戦で暑くなった制服を脱ぎすてて再戦要求! ガチ妊娠適齢期の孕ませボディに本能がまま膣コキ突き上げピストン! | SIMM-754  | しろうとまんまん       |        |        |
| 7月18日 | ラグジュTV 1588 吉岡紗季 29歳 美容系会社経営 「こんなに大きいの初めて…」 久し振りのセックスに胸を高鳴らせる美人社長! 全身から溢れる大人の女性としての色気…。巨根の刺激に遠慮なしで妖艶に何度もイき乱れる!! | LUXU-1629 | ラグジュTV             |        |        |
| 8月23日 | 【やらしすぎる桃美尻のヒップラインに欲情勃起不可避】ルックス、テク共にハイレべな現役JDデリ嬢とのお泊りコースを複数カメラで隠し撮り! まるで恋人気分♪ 密着騎乗位でイチャラブご奉仕→おはようフェラから始まるお目覚め中出し性交! 【あまちゅあハメREC＃ひな＃デリヘル嬢】 | MFCS-032  | MOON FORCE 2nd         |        |        |
| 8月30日 | 【世田谷】高山さん【インストラクター】 | DAM-013   | ダマちゃん。           |        |        |
| 9月2日  | 「子作りする?♪」 甘え上手な部下兼セフレとヤリ部屋で休日を満喫… カワイイ顔でキスをねだり男を悦ばせる天才ちゃん! イチャラブ現実逃避セックスで幸せホルモンと精子が大量放出!! #032 ひより 甘え上手な部下兼セフレ | DDH-104   | ドキュメントdeハメハメ |        |        |

- かなちゃん（11月9日、パコちゃん。）※かなちゃん(21)名義

2023年
- ひよりん（1月8日、いんすた）
- Hさん（3月10日、いんすた）

### イメージビデオ
| 発売日   | タイトル                | 規格品番 | 規格品番  | メーカー   | 備考   |
| 発売日   | タイトル                | DVD      | BD        | メーカー   | 備考   |
| 2019年   | 2019年                  | 2019年   | 2019年    | 2019年     | 2019年 |
| -------- | ----------------------- | -------- | --------- | ---------- | ------ |
| 11月25日 | ALL NUDE 吉岡ひより     | OAE-195  |           | Aircontrol |        |
| 2020年   |                         |          |           |            |        |
| 6月18日  | Hiyori あおぞら笑顔日和 | REBD-471 | REBDB-457 | REbecca    | [ 28 ] |

## 出版

### 写真集
- らぶぱら 吉岡ひより（2020年10月24日、竹書房、撮影：柳沢康太）ISBN 978-4-8019-2283-9

### カレンダー
- 2021年 カレンダー CL-1729 壁掛け B2（2020年10月3日発売、トライエックス）
- 2021年 カレンダー CL-1770 卓上 A5（2020年10月17日発売、トライエックス）

### 雑誌
- 月刊FANZA 2020年6月号（ジーオーティー）- インタビュー
- 週刊実話 2020年6月11日号（日本ジャーナル出版）- 袋とじ「吉岡ひより 初体験」
- 週刊ポスト 2020年6月12日･19日号（小学館）- 袋とじ